# الراقصة واللص (فلم)
الراقصة واللص (بالإسبانية: El Baile de la Victoria) هو فيلم من إخراج فيرناندو ترويبا ومن إنتاج في دولة إسبانيا وقد تم تصويره في شيلي.
الفيلم مقتبس من رواية تحمل نفس الاسم للمؤلف أنطونيو سكارميتا الفائز ب جائزة بلانيتا في عام 2003. وقد تم اختيار الفيلم ليمثل إسبانيا في جائزة الأوسكار لأفضل فيلم بلغة أجنبية في حفل توزيع جوائز الأوسكار الثاني والثمانون.

## القصة
مع وصول حكم الديمقراطية إلى شيلي بعد عام 1988، يقوم رئيس شيلي بإعلان العفو العام عن جميع السجناء المدانين بجرائم غير عنيفة.
ومن بين هؤلاء السجناء السابقين هو الشاب أنخيل سانتياغو والمجرم المخضرم فيرجارا جراي (يؤدي دوره ريكاردو دارين) وهو لص شهير في المنطقة، الاثنين لديهما خطط مختلفة، ففاراغارا يرغب في استعادة عائلته وفتح صفحة جديدة، أما أنخيل فيريد الثأر من دخوله، هذا الأخير يلتقي بالشابة فيكتوريا (تؤدي دورها ميراندا بودينهوفر) وهي راقصة باليه لم تنطق بكلمة منذ أن فقدت والديها وهي طفلة صغيرة أثناء الديكتاتورية التشيلية.
يحاول الثلاثة تغيير حياتهم بكاملها، كما أنهم يواجهون مستقبل جديد.
مدير الإنتاج فرناندو قال عن الفيلم:

## الجوائز
رُشح فيلم الراقصة واللص لتسع جوائز من أصل 24 جائزة غويا، بما في ذلك أفضل مخرج وأفضل فيلم.

## طاقم التمثيل
| المثل             | الدور           | الشخصية                                                                  |
| ----------------- | --------------- | ------------------------------------------------------------------------ |
| ريكاردو دارين     | فيرغارا غراي    | سجين سابق ومجرم مخضرم                                                    |
| هابيل أيالا       | أنخيل سانتياغو  | سجين سابق أيضا، ويحمل أفكار ثورية نوعا ما                                |
| ميراندا بودينهوفر | فيكتوريا بونس   | راقصة باليه لا تتكلم في الغالب، تلقتي بأنخيل ويقعان في غرام بعضهما البعض |
| أرياندا جيل       | تيريزا كابيراني |                                                                          |
| خوليو جونغ        | وأردن سانتورو   |                                                                          |

## التقييم
تلقى الفيلم مراجعات وتقييمات مختلفة:
- تقييم هوليوود ريبورتر
- تقييم إيمول (EMOL)
- تقييم سكريندلي

## وصلات خارجية
- مقالات تستعمل روابط فنية بلا صلة مع ويكي بيانات

الراقصة واللص  في قاعدة بيانات الأفلام على الإنترنت (بالإنجليزية)